# 이흠
이흠(李歆, 399년 ~ 420년)은 오호 십육국 시대의 서량의 제2대 군주(재위：417년 ~ 420년). 이흠의 대에 서량은 멸망했기 때문에 시호와 묘호가 없다. 자는 사업(士業).

## 생애
이고는 417년에 병으로 죽었다. 아들 후주(後主) 이흠이 뒤를 계승했으나, 그는 아버지와는 다르게 무능하며, 신하에게 냉혹하게 대하는 경우가 많았기에 인망이 없었다. 또한 신하의 간언을 무시하여 420년 북량으로 원정에 나섰다가 오히려 저거몽손에게 대패하여 사로잡혀 처형당했다.
그 후 후주의 동생이었던 관군후(冠軍侯) 이순이 곽황으로 도망쳐 양주자사가 되었으나, 그도 421년에 저거몽손의 공격을 받아 죽게되어, 서량은 완전히 멸망했다. 아들 이중이(李重耳)는 당 고조의 6대조였다.